# La Nona Ora

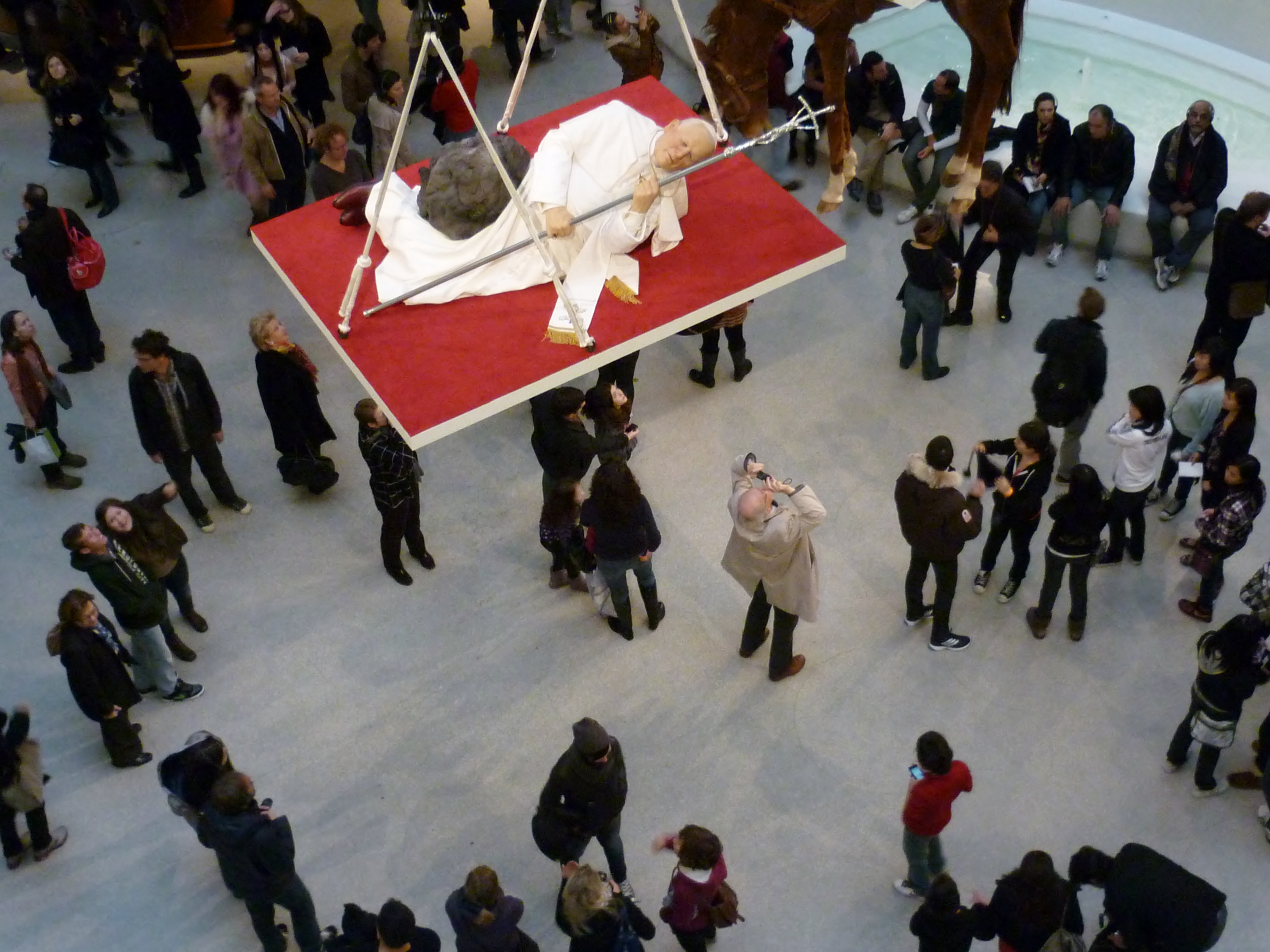
La Nona Ora im Solomon R. Guggenheim Museum, 2011

La Nona Ora (dt.: Die neunte Stunde) ist eine Skulptur des italienischen Künstlers Maurizio Cattelan aus dem Jahr 1999. Sie zeigt im Stil des Hyperrealismus eine lebensgroße Nachbildung von Papst Johannes Paul II., der von einem Meteoriten niedergestreckt auf einem roten Teppich liegt. Glassplitter weisen darauf hin, dass der Meteorit erst vor kurzem durch das Dach eingeschlagen ist. Der Titel des Werks bezieht sich auf die Uhrzeit, zu der Jesus am Kreuz gestorben ist. Als Anregungen oder Referenzen wurden von der Kritik Camille Flammarions Roman La Fin du Monde und Wolfgang Paalens surrealistisches Bild Pays interdit (Verbotenes Land) von 1936–1937 genannt.
Cattelan schuf die Skulptur aus Fiberglas und bemaltem Wachs. Die Skulptur ist in Stoff gewandet. Der Meteorit ist aus schwarzem Vulkanstein.
Die Skulptur ist eines der bekanntesten Werke Cattelans. Als sie im Jahr 2001 in der Nationalen Kunstgalerie Zachęta in Warschau gezeigt wurde, rollten Witold Tomczak und ein weiterer Parlamentsabgeordneter den Stein beiseite und versuchten, die Papstfigur aufzurichten. Die verantwortliche Museumsdirektorin Anda Rottenberg wurde daraufhin entlassen.